# Arumecla
Arumecla is een geslacht van vlinders van de familie Lycaenidae, uit de onderfamilie Theclinae.

## Soorten
- A. aruma (Hewitson, 1877)
- A. galliena (Hewitson, 1877)
- A. nisaee (Godman & Salvin, 1887)